# Camaroptera brachyura
Camaroptera brachyura là một loài chim trong họ Cisticolidae.